# Angela Hucles
Angela Khalia Hucles, née le 5 juillet 1978 à Virginia Beach, est une joueuse américaine de soccer évoluant au poste de milieu de terrain.

## Biographie
Elle est internationale américaine à 109 reprises de 2002 à 2009. Elle est sacrée championne olympique en 2004 et en 2008, et fait partie du groupe américain terminant troisième de la Coupe du monde en 2003 et en 2007.